# تیسیر التمیمی
تَیسیر التَمیمی (عربی: شیخ تیسیر التمیمی)؛ (زاده ۲۱ اکتبر ۱۹۵۱) قاضی ارشد قضایی فلسطینی (PNA) است.

## زندگی و تحصیلات
تیسیر تمیمی قاضی القضات فلسطین، در ۲۱ اکتبر ۱۹۵۲ در شهرک قدیم الخلیل در جنوب کرانه غربی در خانواده ای اهل علم و مبارزه به دنیا آمد. پدر وی از معروفترین علما و مبارزان فلسطینی بود که مقامات اسرائیلی او را از فلسطین تبعید کردند.
بخاطر این که پدرش در شهرهای مختلف قاضی بود تیسیر نیز تحصیلاتش را در شهرهای مختلف مانند قدس، اریحا، اربد و بیت لحم گذراند و سپس تحصیلات عالیه را در دانشگاه الازهر مصر بپایان رساند و در سال ۱۹۷۵ در رشته شریعت و قانون لیسانس گرفت. سپس در دانشگاه نابلس به تحصیلاتش ادامه داد و در سال ۱۹۹۶ به مدرک فوق لیسانس در رشته فقه و شریعت از دانشگاه نابلس دست یافت و در سال ۲۰۰۶ به درجه دکترا در فقه و اصول همراه با تقدیر نامه از دانشگاه بیروت نائل آمد.

## قاضی ارشد قضایی
تمیمی قبل از اینکه منصب بازرس دادگاه شریعت توسط یاسر عرفات در سال ۱۹۹۴ منصوب شود، وی به عنوان قاضی دادگاه شریعت در بیت لحم و سپس هیبرون در سال ۱۹۸۶ خدمت کرده‌است. از سال ۱۹۹۷ تا ۱۹۹۹، وی به نمایندگی از ابو ساردین، که به اردن نقل مکان کرد، به عنوان قاضی القضات (قاضی ارشد) خدمت کرد. در ماه آوریل سال ۱۹۹۸، تمیمی یک کمیته را برای ایجاد یک قانون وضعیت شخصی که در کرانه باختری و نوار غزه مؤثر است «به عنوان گام اساسی در ایجاد دولت فلسطینی» ایجاد خواهد کرد.
تمیمی طی یک سمینار در نوامبر ۲۰۰۱ به منازعه با مفتی بزرگ اورشلیم، شیخ اکرمه سعید صبری آمد. شدیدترین درگیری در مورد اصلاحات در نظام شریعت، به ویژه موقعیت آن‌ها در سن ازدواج بود. تمیمی استدلال کرد که مسئله ای بود که حقوقدانان حقوقی اختلاف نظر داشتند و بنابراین تفسیر باید مجاز باشد؛ او شخصاً از سن ازدواج قانونی تا سن ۱۸ سالگی حمایت می‌کرد در حالی که سابری از موقعیتی که در دوران بلوغ ازدواج می‌کرد، حمایت می‌کرد. دیدگاه‌های آن‌ها نیز در مورد مسائل دیگر با تمیمی حمایت از حقوق زنان، ایجاد احزاب سیاسی و علمای مذهبی برای اصلاحات قانونی متضاد بود، در حالی که سابری قوانین سنتی اسلامی را ترجیح داد.

## مناصب و مسئولیت‌ها
- قاضی القضات فلسطین و رئیس دادگاه عالی فلسطین ۲۰۰۲
- تأسیس حزب آزادی و استقلال در سال ۲۰۱۲ برای دفاع از مقدسات و اصول
- رئیس شورای عالی قضایی فلسطین۲۰۰۳[۳]

## فعالیت سیاسی و تفکرات
تیسیر تمیمی زندگی سیاسی‌اش را به عنوان یک مبارز در حزب آزادی شروع کرد، سپس به جنبش آزادی فلسطین پیوست در سال ۱۹۸۷ در قیام اول فلسطین معروف به «الانتفاضة الآولی» دستگیر و توسط مقامات اسرائیلی به اتهام تحریک علیه اشغالگری محاکمه شد. او چندین بار نیز به اتهام وارد شدن به قدس بدون اجازه دستگیر شد. در سال ۱۹۹۴ نیز به‌دنبال کشتار حرم ابراهیمی دستگیر و به زندان افتاد و به‌مدت ۶ ماه در زندان بود.
تیسیر تمیمی با این که نایب رئیس انجمن علمای شام بود ولی به دلیل اینکه این انجمن از بشار اسد طرفداری می‌کرد، جلسات آن را تحریم کرد. او همچنین جنبش سنی‌ها در عراق را تأیید می‌کرد.
او علی‌رغم مخالفتش با توافقنامه اسلو یکی از نزدیکان یاسر عرفات رهبر تاریخی فلسطین شد، به‌طوری که یاسر عرفات مأموریت‌های متعددی در راستای نزدیک کردن نقطه نظرات بین فتح و حماس به او محول کرد.
روابط بسیار نزدیک تیسیر تمیمی و عرفات تا روزهای آخر عمر عرفات ادامه داشت به‌طوری که در روزهای آخر عمر عرفات، تیسیر تمیمی در بیمارستان نظامی برسی پاریس در کنار وی بود.

## تهدید به ترور
در تاریخ ۲۱ دسامبر ۲۰۱۲ عده‌ای ناشناس در یک اقدام تهدیدآمیز، خودروی وی را به آتش کشیدند که البته به خود وی آسیبی نرسید.

## تقدیرات
تیسیر تمیمی در سال ۲۰۱۰ توسط دانشگاه آمریکایی جرج تاون به عنوان یکی از ۵۰۰ شخصیت اسلامی که بیشترین تأثیر را در زمینه سخنرانی‌های سیاسی و دینی در مورد قدس و مقدسات آن داشته انتخاب کرده‌است. نظر به اهمیت مواضع و پیام‌های تیسیر تمیمی برخی از پیام‌ها و موضعگیری‌های او در پایگاه خبری «اخبار اروپا و خاورمیانه» درج گردیده‌است.